# Zamarada dialitha
Zamarada dialitha är en fjärilsart som beskrevs av Fletcher 1974. Zamarada dialitha ingår i släktet Zamarada och familjen mätare. Inga underarter finns listade i Catalogue of Life.